# August Haake
Pour les articles homonymes, voir Haake.
August Haake (1889-1915) est un peintre allemand de paysages.

## Biographie
Né le 7 décembre 1889 à Brême, il est le fils unique d'un homme d'affaires. Ses premières leçons de peinture lui sont données par Walter Bertelsmann (de), le fils d'une relation de son père, puis il se rend à l'École des beaux-arts de Weimar, où il étudie auprès de Fritz Mackensen, peintre le l'art nouveau. Il se rend avec Mackensen à Worpswede, peignant des paysages aux alentours. C'est là qu'il est influencé par l'École de Barbizon et par Van Gogh.
Ses peintures étaient dans des collections privées et n'ont pas été accessibles au public avant 1967. Comme il ne signait pas habituellement ses tableaux, leur attribution est parfois basée sur les déclarations de leurs propriétaires précédents, et par l'habitude qu'il avait de faire deux trous pour les transporter avec lui.
En 1914 il présente des symptômes d'empoisonnement au plomb. Il avait pris l'habitude de passer l'extrémité de ses pinceaux entre ses lèves, et avait ainsi absorbé les pigments de ses peintures. Il meurt le 2 janvier 1915 à Brême à l'âge de 25 ans.

## Galerie

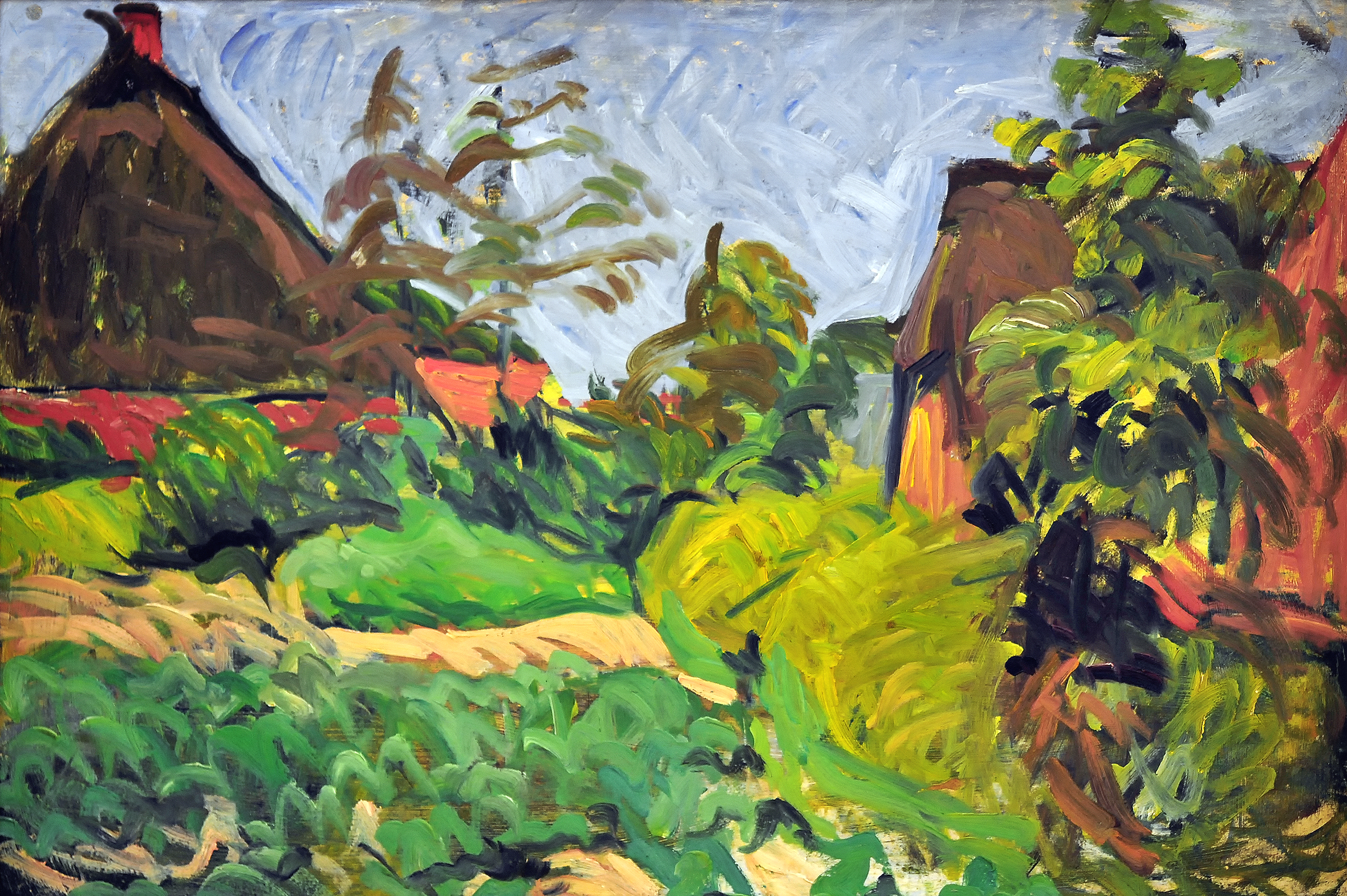
Période 1911-1914
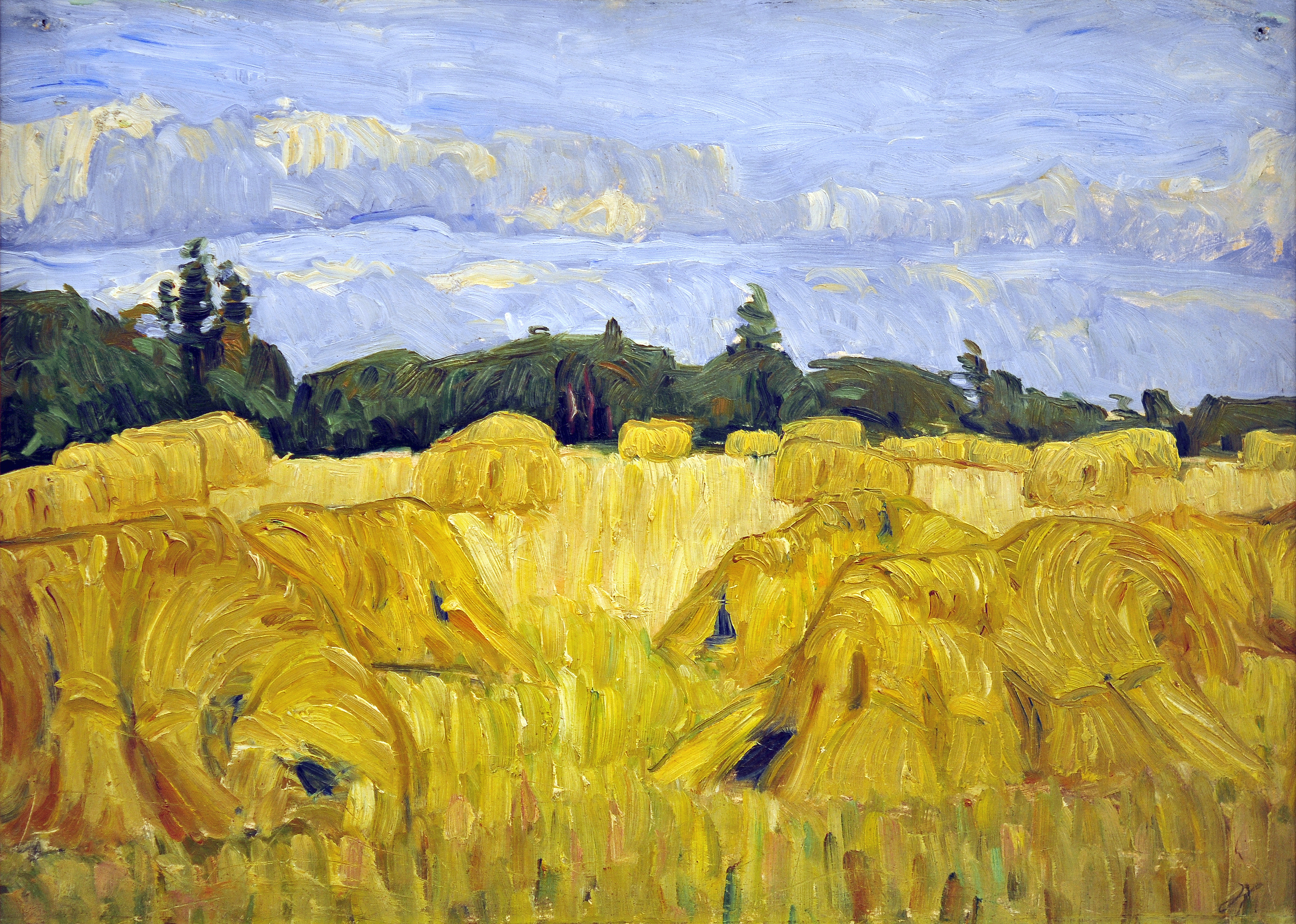
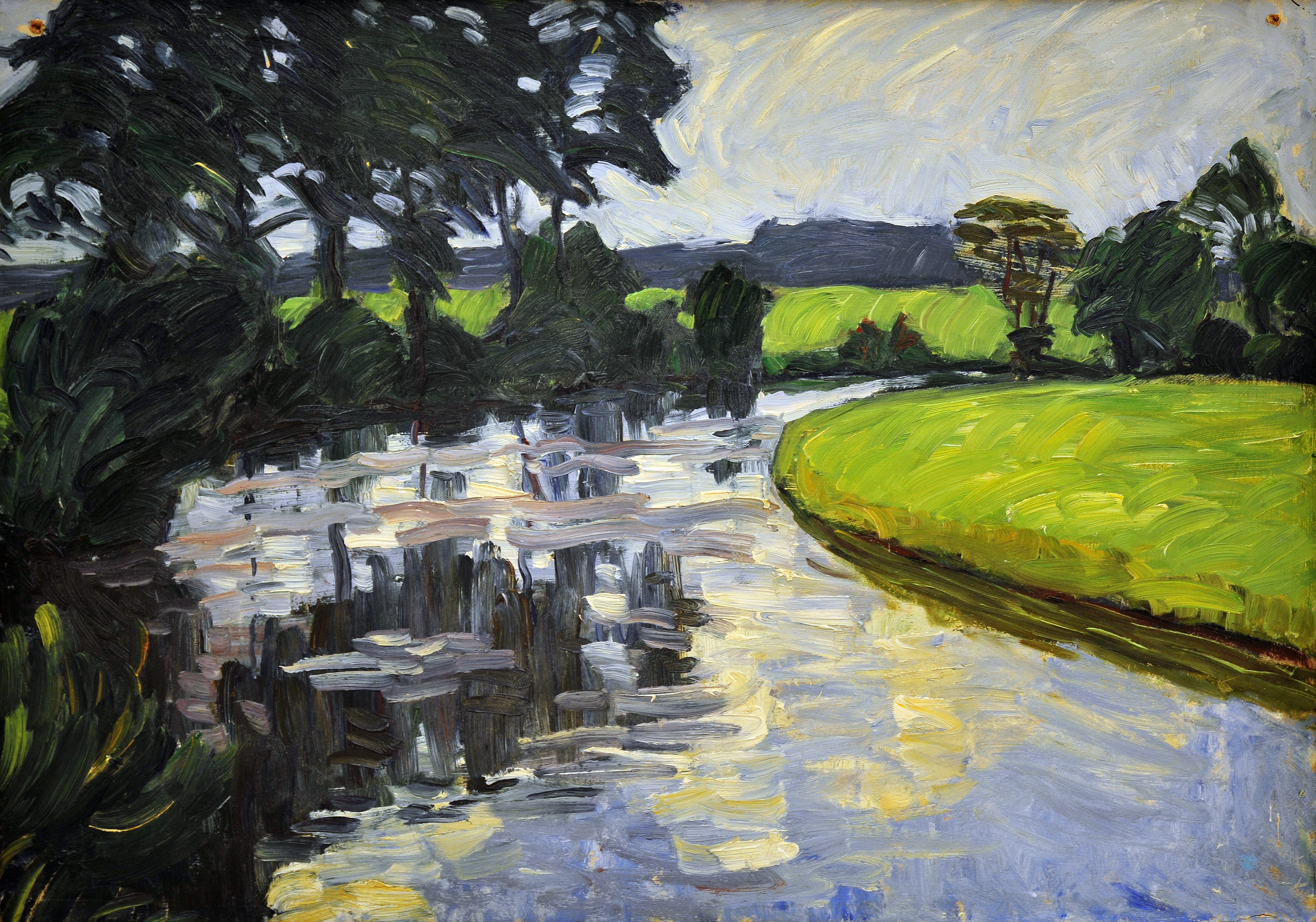
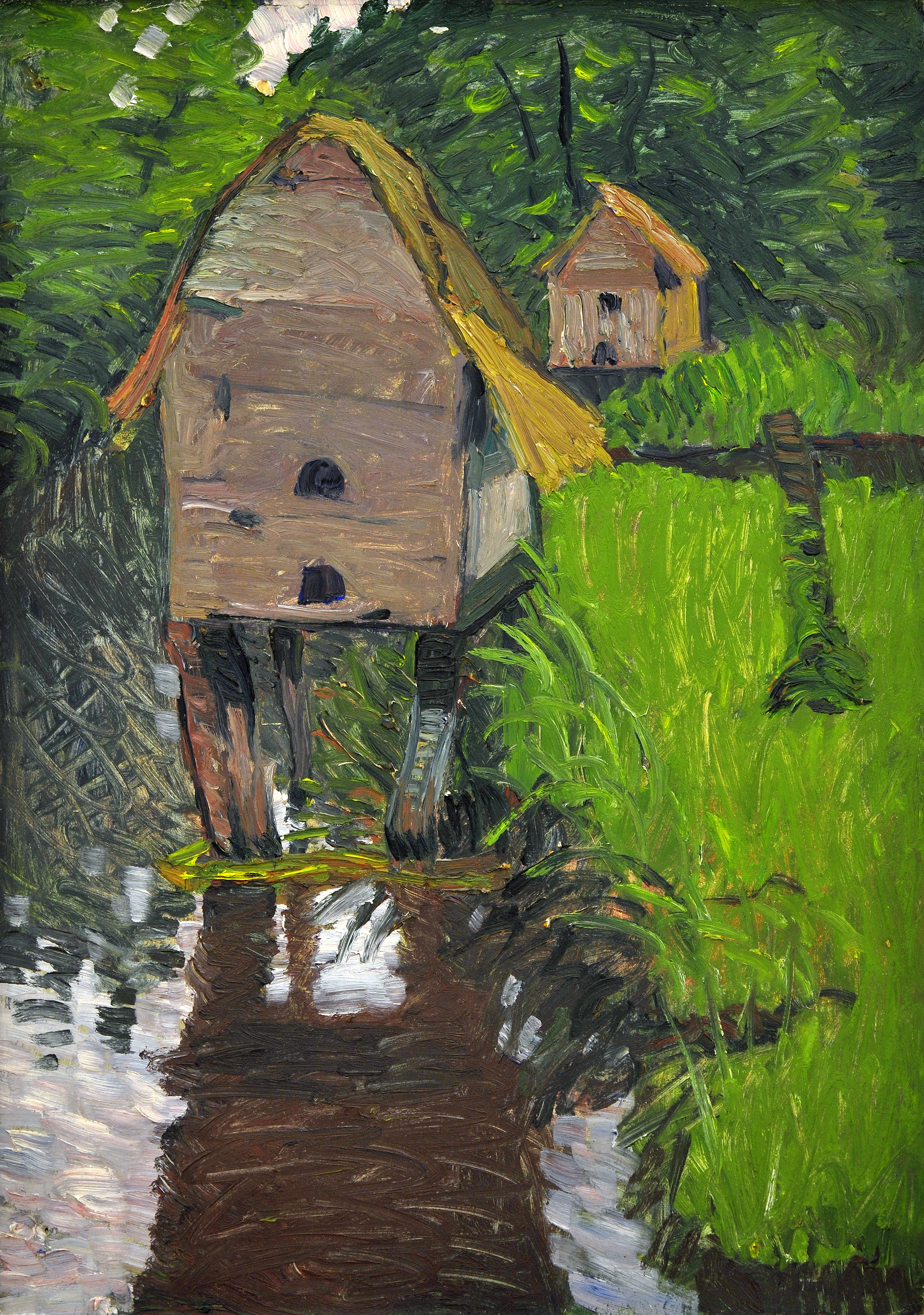